# Água de Pau
Água de Pau – stratowulkan położony na wyspie São Miguel w archipelagu Azorów należącym do Portugalii. Historycznie zostały odnotowane dwie erupcje:
- 1563 - poprzedzona silnym trzęsieniem ziemi zniszczyła większą część osady Ribeira Grande;
- październik 1952 - dużo słabsza erupcja trwająca tydzień, która nie dokonała znaczących szkód.